# FattyPillow
FattyPillow, dříve také Tlustej Kárl, vlastním jménem Karel Sivák (* 15. srpna 1992 Třebíč) je český streamer a youtuber, působí především jako bavič. Primárně využívá službu Twitch a sekundárně službu YouTube pro zveřejňování úryvků ze svého Twitch vysílání.
Účet FattyPillow vznikl dne 1. prosince 2014, během 11 měsíců získal přes 142 tisíc fanoušků na sociální síti Facebook, 240 tisíc na YouTube a přes 160 tisíc na službě Twitch.[zdroj?] Avšak tento profil není prvním, jeho dřívější YouTube kanál s první tvorbou (hudební) vznikl dne 6. října 2013 pod pseudonymem Tlustej Kárl. Ke květnu 2021 měl na YouTube přes 800 tisíc odběratelů.

## Život
Vyrůstal sám s matkou, protože v osmi letech mu zemřel otec na rakovinu tlustého střeva. Po ukončení základní školy Na Kopcích v Třebíči (2007) se rozhodl studovat na střední Hotelové škole Třebíč v oboru kuchař. Po dokončení tohoto studia dále studoval na Soukromé střední odborné škole a Středním odborném učilišti Třebíč. Již od nižšího věku se zajímal o hip hop a rap, v roce 2013 si tak založil svůj hip-hop/rap YouTube kanál pod přezdívkou Tlustej Kárl, který využíval ke zveřejňování svých skladeb, v písních se označuje také jako Tlustej C. V roce 2013 vystupoval na Hip Hop Kempu, který se konává v Hradci Králové.
1. prosince 2014 si založil účet FattyPillow se záměrem pobavit diváky svým originálním vystupováním; během dvou týdnů nasbíral přes 1 000 odběratelů, ale největší nárůst přišel v únoru 2015. V dubnu 2015 obdržel cenu od společnosti Youtube Silver Play Button za 100 000 odběratelů.[zdroj?] FattyPillow využívá prioritně službu Twitch.tv, která nabízí sofistikovaný systém možnosti sdílení peněžitých příspěvků od diváků na určitý kanál za účelem podpory; účinkující FattyPillow si tak dokáže touto službou během jednoho vysílání vydělat i několik tisíc korun. Diváky neuchvacuje hraním a hrami samotnými, zaměřuje se spíše na jejich pobavení různými příhodami nebo vtipkováním. To je doprovázeno četnými vulgaritami a jazykem nevhodným pro děti.
Na konci srpna 2015 divákům oznámil, že se přestěhoval do hlavního města ČR Prahy, do té doby žil se svou matkou v rodné Třebíči. Vystupoval také v pořadech Aliho parťáci a Šéfik internetu na televizi Prima Cool.
V červnu 2017 se po dvou letech vztahu rozešel s přítelkyní Sárou Holanovou, taktéž youtuberkou. Následně započal vztah s Janou Svobodovou, bývalou modelku, která se občas objevovala na streamu na Twitchi a FattyPillow si s ní vystavil jednu fotografii na instagram.
V roce 2018 dostal dvě sankce za porušení pokynů pro komunitu (community strike) za několik svých starších videí v důsledku retroaktivní aplikace nových pravidel YouTube. Pokud by dostal i třetí sankci, byl by jeho kanál nenávratně smazán. Karel tedy raději ze svého kanálu smazal většinu svých starších videí, především velmi oblíbené „příběhy“, týkající se jeho zážitků ve škole, na kuchařských praxích, s kamarády atd. Část videí byla nahrána zpátky na hlavní kanál v sérii „NOSTALGIE“. Zbytek je pak na vedlejším kanálu „Fattyho vály“.
Dne 21. prosince 2018 vydal na svém YouTube kanálu skladbu s názvem „KONTROVERZNÍ“, která během 24 hodin od publikování přesáhla hranici milion zhlédnutí. Hrál ve filmu Gump – pes, který naučil lidi žít jako hippie veterinář (2021).
Dne 28. prosince 2022 Fatty na streamovací službě Twitch oznámil, že se s ním rozešla jeho přítelkyně Jana, se kterou byl pět let svého života. Záznam streamu poté smazal, ale informaci potvrdil další den na sociální síti Instagram.
V roce 2025 si po boku Erdoğana Atalaye zahrál v komedii Bez trenek. V dubnu 2025 se stal vůbec nejsledovanějším streamerem vysílajícím na platformě Twitch v češtině a slovenštině, když s více než 780 tisíci sledujícími překonal v této statistice youtubera s streamera Pavla Mikeše.

## Filmografie
- Bez trenek (2025)